# Пандо Мечкаров
Пандо Мечкаров е български революционер, деец на Вътрешната македоно-одринска революционна организация.

## Биография
Мечкаров е роден в леринското село Прекопана, тогава в Османската империя, днес Перикопи, Гърция. Влиза във ВМОРО в 1899 година и става председател на революционния комитет в родното си село. Участва в Илинденско-Преображенското въстание през лятото на 1903 година като войвода на прекопанската чета. Убит е в 1904 година от гръцките андарти по време на нападението над село Зелениче, станало известно като Зеленишката кървава сватба.